# The Meas
The Meas fue un grupo español de punk procedente del País Vasco.
Se formó en 2004 como un proyecto puntual de Paulino Ortiz de Zárate (Evaristo, de La Polla Records), Juan Mari Martínez de Luzuriaga (Jon Zubiaga, de Kañería 13), Alfonso López de Munain Gudari (Yul, de RIP) y José Ramón Ruiz de Gauna (Txerra, de RIP).
Siguiendo la línea iniciada con The Kagas de «dar a conocer grupos que están fuera del conocimiento del gran público», en 2004 editan con Maldito Records "Buscándose la vida", de nuevo su único disco, grabado y mezclado en Shot.
El grupo tiene exactamente los mismos miembros que The Kagas.

## Miembros
- Evaristo, ex La Polla Records y The Kagas): voz.
- Juan Mari Martínez de Luzuriaga (Jon, miembro de Kañería 13 y ex The Kagas): bajo.
- Alfonso López de Munain Gudari (Yul, ex RIP y The Kagas): guitarra.
- José Ramón Ruiz de Gauna (Txerra, ex RIP y The Kagas): batería.

## Discografía
- Buscándose La Vida (Maldito Records, 2004). CD.